# 홍양호 (1955년)
홍양호(洪良浩. 1955년 5월 25일 ~ , 대구)는 대한민국의 공무원이다. 

## 학력
- 경북고등학교 졸업
- 경북대학교 경제학 학사
- 조지아대학교 대학원 석사
- 단국대학교 대학원 정치외교학 박사

## 경력
- 제21회 행정고시 합격
- 총무처 행정사무관
- 해운항만청 근무
- 통일원 총무과장
- 통일부 교류협력국 심의관
- 통일부 경수로기획단 정책조정부장
- 통일부 인도지원국장
- 통일부 남북정상회담사무국 상근회담대표
- 통일부 기획관리실장
- 통일부 차관
- 개성공업지구지원재단 이사장
- 개성공업지구관리위원회 위원장
- 통일신문사 회장
- 제2대 국민대학교 한반도미래연구원 원장
- 북한인권정보센터 남북사회통합교육원장

| 전임 이관세 | 제18대 통일부 차관 2008년 3월 1일 ~ 2010년 3월 22일 | 후임 엄종식 |